# Песнь о Гротти
«Песнь о Гротти» (исл. Grottasöngr) — одна из поэм, вошедших в состав «Старшей Эдды», но не включённых в «Королевский кодекс». В ней разрабатывается сюжет, связанный со сказаниями о датских конунгах Скъёльдунгах. Конунг Фроди приказывает двум великаншам, Фенье и Менье, намолоть ему богатство и мир на волшебной мельнице Гротти; те вспоминают за работой своё прошлое и намалывают войско, которое побеждает Фроди.
Большинство исследователей полагает, что «Песнь о Гротти» была написана рано, в X веке. Возможно, её прообразом стала какая-то женская рабочая песня.